# TRYTONELABO
TRYTONELABO（トライトーンラボ）は、主にゲームやテレビアニメ等の音楽制作を行うクリエイター集団。

## 概要
TRYTONELABOは、「何度でも「TRY」して未来をシンクロさせつつ、新たなステージに向かって様々な「TONE」を探して想像を超える愛や音楽の可能性を「LABO」で追求してゆく」という楽曲制作への意志を込めて名付けられた。

## スタッフ
12名のスタッフが在籍している。
- 滝澤俊輔 - 作編曲
- 岡野裕次郎 - 作編曲
- TAKT - 作編曲
- Manami - 作詞・コーラス
- 畔柳宏平 - 作詞
- 坪田修平 - 作編曲
- Mitsu - 作詞
- 大岩航 - 作編曲
- 山本真央樹 - 作詞・作編曲
- 野田隆之 - レコーディング・エンジニア
- 渡辺大志 - レコーディング・エンジニア
- 三宮翔 - ディレクター

## 主な作品

### ゲーム
ゲーム内の楽曲制作を手掛けている。
- 『BLAZBLUE CHRONOPHANTASMA』（2013年）
- 『アイドルマスター シンデレラガールズ』（2013年 - ）
- 『GUILTY GEAR Xrd -SIGN-』（2014年）
- 『アイドルマスター SideM』（2015年 - ）
- 『THE IDOLM@STER』（2015年 - ）
- 『アイドルマスター ステラステージ』（2017年 - 2018年）
- 『プリンセスコネクト!Re:Dive』（2018年 - ）

### アニメ
- 『マケン姫っ!通』（2014年）
- 『デート・ア・ライブ』（2014年 - 2019年）
- 『風雲維新ダイ☆ショーグン』（2014年）
- 『普通の女子校生が【ろこどる】やってみた。』（2014年 - 2016年）
- 『新妹魔王の契約者』（2015年）
- 『アイドルマスター シンデレラガールズ』（2015年）
- 『銃皇無尽のファフニール』（2015年）
- 『トリアージX』（2015年）
- 『この素晴らしい世界に祝福を!』（2016年 - 2019年）
- 『SUPER LOVERS』（2016年 - 2017年）
- 『ランス・アンド・マスクス』（2016年）
- 『魔法つかいプリキュア!』（2016年）
- 『少年メイド』（2016年）
- 『ストライクウィッチーズ』（2016年 - ）
- 『SHOW BY ROCK!!#』（2016年）
- 『Re:ステージ!』（2017年）
- 『ウマ娘 プリティーダービー』（2017年 - 2018年）
- 『武装少女マキャヴェリズム』（2017年）
- 『サクラダリセット』（2017年）
- 『僕の彼女がマジメ過ぎるしょびっちな件』（2017年 - 2018年）
- 『100%パスカル先生』（2017年）
- 『Caligula -カリギュラ-』（2018年）
- 『狐狸之声』（2018年）
- 『となりの吸血鬼さん』（2018年）
- 『旗揚!けものみち』（2019年）
- 『アズールレーン』（2019年 - ）
- 『プランダラ』（2020年）
- 『迷宮ブラックカンパニー』（2021年）
- 『バンドリ! ガールズバンドパーティ!』（2021年）